# 卡爾·路德維希·腓特烈
卡爾·路德維希·腓特烈（德語：Karl Ludwig Friedrich，1708年2月23日—1752年6月5日），梅克倫堡-施特雷利茨公爵阿道夫·腓特烈二世的次子。他是維多利亞女王的曾祖父。

## 家庭
1735年，卡爾·路德維希·腓特烈與薩克森-希爾德布格豪森的伊莉莎白·阿爾貝汀結婚，兩人共有4子2女：
1. 克莉絲蒂安妮（英语：Duchess Christiane of Mecklenburg）（1735年—1794年）
2. 阿道夫·腓特烈（1738年—1794年）
3. 卡爾（1741年—1816年）
4. 恩斯特（1742年—1814年）
5. 夏洛特（1744年—1818年）
6. 格奧爾格·奧古斯特（英语：Duke George Augustus of Mecklenburg）（1748年—1785年）